# Udo Hein
Udo Hein (ur. 17 lipca 1914 w Jeleniej Górze, wówczas Hirschberg, zm. 17 stycznia 1971 w Luksemburgu) – niemiecki polityk i prawnik, urzędnik samorządowy, parlamentarzysta krajowy i europejski, sekretarz stanu (1966–1969).

## Życiorys
Studiował prawo i politologię na Uniwersytecie Humboldtów w Berlinie, zdał państwowe egzaminy prawnicze pierwszego (1938) i drugiego (1948) stopnia. Podjął studia z prawa międzynarodowego i nauk politycznych na Uniwersytecie Paryskim (1938–1940), pracując jednocześnie w ambasadzie III Rzeszy w Paryżu, odbył też roczny kurs w Stanach Zjednoczonych (1958). W 1940 rozpoczął pracę dla niemieckiego rządu w Legnicy. Następnie służył jako spadochroniarz w Luftwaffe, dochodząc do rangi lejtnanta. W 1948 obronił doktorat na Uniwersytecie Kolońskim. Od 1946 pracował dla rządu Nadrenii Północnej-Westfalii jako doradca trzech kolejnych ministrów ds. odbudowy, doradca w kancelarii premiera landu i dyrektor departamentu odpowiedzialnego za sądownictwo, skarb, granice i księgowość. Był także pracownikiem Fundacji im. Friedricha Eberta i członkiem ÖTV.
Wstąpił do Socjaldemokratycznej Partii Niemiec. W latach 1965–1966 i 1969–1971 pozostawał deputowanym Bundestagu, równocześnie od 1970 do 1971 oddelegowany do Parlamentu Europejskiego. Od 1966 do 1969 sekretarz stanu w Federalnym Ministerstwie Współpracy Gospodarczej. Zmarł w trakcie kadencji parlamentarnej.

## Odznaczenia
W 1969 odznaczony Wielkim Krzyżem Zasługi Orderu Zasługi Republiki Federalnej Niemiec.